# Divizia A1 2017-2018 (pallavolo maschile)
La Divizia A1 2017-18 si è svolta dal 7 ottobre 2017 al 27 aprile 2018: al torneo hanno partecipato dodici squadre di club rumene e la vittoria finale è andata per la prima volta al Tricolorul Ploiești.

## Regolamento

### Formula
Le squadre hanno disputato un girone all'italiana, con gare di andata e ritorno, per un totale di ventidue giornate; al termine della regular season:
- Le prime sei classificate hanno acceduto al girone per il primo posto, strutturato in un girone all'italiana, con gare di andata e ritorno, per un totale di dieci giornate (conservano i risultati ottenuti nelle regular season).
- Le ultime sei classificate hanno acceduto al girone per il settimo posto, strutturato in un girone all'italiana, con gare di andata e ritorno, per un totale di dieci giornate (conservano i risultati ottenuti nelle regular season): le ultime due classificate sono retrocesse in Divizia A2.

### Criteri di classifica
Se il risultato finale è stato di 3-0 o 3-1 sono stati assegnati 3 punti alla squadra vincente e 0 a quella sconfitta, se il risultato finale è stato di 3-2 sono stati assegnati 2 punti alla squadra vincente e 1 a quella sconfitta.
L'ordine del posizionamento in classifica è stato definito in base a:
- Punti;
- Ratio dei set vinti/persi;
- Numero di partite vinte;
- Ratio dei punti realizzati/subiti.

## Squadre partecipanti
Al campionato di Divizia A1 2016-17 hanno partecipato dodici squadre: quelle neopromosse dalla Divizia A2 sono state la Dinamo Bucarest e il CSS2 Baia Mare, vincitrici dei play-off promozione; due squadre che avevano il diritto di partecipazione, ossia il Banatul Caransebeș e lo Știința Bacău, hanno rinunciato all'iscrizione: al posto di queste sono state ripescate l'Universitatea Cluj e l'Universitatea Timișoara.
| Club                    | Città     | Palazzetto                                    | Stagione precedente                                            |
| ----------------------- | --------- | --------------------------------------------- | -------------------------------------------------------------- |
| Arcada Galați           | Galați    | Sala Sporturilor Dunărea Galați               | 3ª in Divizia A1                                               |
| Baia Mare               | Baia Mare | Sala Polivalentă Lascăr Pană Baia Mare        | 7ª in Divizia A1                                               |
| CSM Bucarest            | Bucarest  | Sala Sporturilor Unirea Dobroești             | 6ª in Divizia A1                                               |
| CSS2 Baia Mare          | Baia Mare | Sală de Sport Universitatea de Nord Baia Mare | 1ª in Divizia A2 (girone ovest) Vincitrice play-off promozione |
| Dinamo Bucarest         | Bucarest  | Sala Polivalentă Dinamo Bucarest              | 1ª in Divizia A2 (girone est) Vincitrice play-off promozione   |
| Steaua Bucarest         | Bucarest  | Sala Mihai Viteazu Bucarest                   | 4ª in Divizia A1                                               |
| Tricolorul Ploiești     | Ploiești  | Sala Olimpia Ploiești                         | 5ª in Divizia A1                                               |
| Unirea Dej              | Dej       | Sala Sporturilor Dej                          | 10ª in Divizia A1                                              |
| Universitatea Cluj      | Cluj      | Sala Sporturilor Horia Demian Cluj            | 11ª in Divizia A1                                              |
| Universitatea Craiova   | Craiova   | Sala Polivalentă Craiova                      | 2ª in Divizia A1                                               |
| Universitatea Timișoara | Timișoara | Sala de Sport UVT Oituz Timișoara             | 2ª in Divizia A2 (girone ovest) 3ª play-off promozione         |
| Zalău                   | Zalău     | Sala Sporturilor Zalău                        | Campione di Romania                                            |

## Torneo

### Regular season

#### Risultati
| Prima giornata |                                            |     |                                   |
|                |                                            |     |                                   |
| 07-10          | Universitatea Cluj-Universitatea Timișoara | 3-0 | 25-15, 25-13, 25-15               |
| 09-10          | Zalău-Baia Mare                            | 3-0 | 25-18, 25-20, 25-20               |
| 07-10          | Unirea Dej-Dinamo Bucarest                 | 3-1 | 27-29, 25-15, 25-11, 25-22        |
| 07-10          | Steaua Bucarest-Tricolorul Ploiești        | 3-0 | 25-22, 25-15, 25-15               |
| 07-10          | Universitatea Craiova-CSS2 Baia Mare       | 3-0 | 25-22, 25-19, 25-22               |
| 07-10          | Arcada Galați-CSM Bucarest                 | 3-2 | 24-26, 25-18, 22-25, 25-20, 15-10 |

| Seconda giornata |                                           |     |                                   |
|                  |                                           |     |                                   |
| 14-10            | Universitatea Timișoara-CSM Bucarest      | 0-3 | 16-25, 13-25, 20-25               |
| 14-10            | CSS2 Baia Mare-Arcada Galați              | 0-3 | 13-25, 19-25, 17-25               |
| 14-10            | Tricolorul Ploiești-Universitatea Craiova | 3-1 | 25-23, 25-15, 23-25, 25-22        |
| 13-10            | Dinamo Bucarest-Steaua Bucarest           | 3-1 | 25-22, 21-25, 28-26, 25-22        |
| 14-10            | Baia Mare-Unirea Dej                      | 3-2 | 25-23, 18-25, 24-26, 25-22, 15-13 |
| 14-10            | Universitatea Cluj-Zalău                  | 0-3 | 16-25, 19-25, 19-25               |

| Terza giornata |                                       |     |                                   |
|                |                                       |     |                                   |
| 18-10          | Zalău-Universitatea Timișoara         | 3-0 | 25-14, 25-17, 25-15               |
| 18-10          | Unirea Dej-Universitatea Cluj         | 3-2 | 25-23, 25-14, 23-25, 22-25, 15-12 |
| 18-10          | Steaua Bucarest-Baia Mare             | 3-0 | 25-20, 25-11, 25-20               |
| 18-10          | Universitatea Craiova-Dinamo Bucarest | 3-1 | 23-25, 25-23, 26-24, 25-20        |
| 18-10          | Arcada Galați-Tricolorul Ploiești     | 2-3 | 25-17, 15-25, 17-25, 25-23, 10-15 |
| 18-10          | CSM Bucarest-CSS2 Baia Mare           | 3-0 | 26-24, 25-15, 30-28               |

| Quarta giornata |                                        |     |                                   |
|                 |                                        |     |                                   |
| 21-10           | Universitatea Timișoara-CSS2 Baia Mare | 1-3 | 21-25, 25-15, 16-25, 16-25        |
| 21-10           | Tricolorul Ploiești-CSM Bucarest       | 3-0 | 25-16, 25-14, 25-1                |
| 23-10           | Dinamo Bucarest-Arcada Galați          | 0-3 | 18-25, 18-25, 19-25               |
| 21-10           | Baia Mare-Universitatea Craiova        | 3-1 | 25-17, 25-22, 21-25, 25-16        |
| 21-10           | Universitatea Cluj-Steaua Bucarest     | 1-3 | 15-25, 25-23, 21-25, 14-25        |
| 22-10           | Zalău-Unirea Dej                       | 3-2 | 22-25, 25-19, 25-17, 24-26, 15-11 |

| Quinta giornata |                                          |     |                            |
|                 |                                          |     |                            |
| 28-10           | Unirea Dej-Universitatea Timișoara       | 3-0 | 25-20, 25-17, 25-19        |
| 27-10           | Steaua Bucarest-Zalău                    | 3-0 | 25-20, 25-16, 25-22        |
| 28-10           | Universitatea Craiova-Universitatea Cluj | 3-0 | 25-12, 25-11, 25-14        |
| 28-10           | Arcada Galați-Baia Mare                  | 3-1 | 25-17, 25-18, 15-25, 25-17 |
| 28-10           | CSM Bucarest-Dinamo Bucarest             | 3-1 | 25-19, 23-25, 25-21, 25-17 |
| 28-10           | CSS2 Baia Mare-Tricolorul Ploiești       | 0-3 | 12-25, 26-28, 22-25        |

| Sesta giornata |                                             |     |                                   |
|                |                                             |     |                                   |
| 31-10          | Universitatea Timișoara-Tricolorul Ploiești | 0-3 | 14-25, 10-25, 18-25               |
| 01-11          | Dinamo Bucarest-CSS2 Baia Mare              | 2-3 | 22-25, 25-23, 21-25, 25-23, 11-15 |
| 01-11          | Baia Mare-CSM Bucarest                      | 2-3 | 20-25, 21-25, 26-24, 25-19, 14-16 |
| 13-11          | Universitatea Cluj-Arcada Galați            | 1-3 | 25-18, 22-25, 11-25, 22-25        |
| 01-11          | Zalău-Universitatea Craiova                 | 3-0 | 25-21, 25-16, 25-22               |
| 01-11          | Unirea Dej-Steaua Bucarest                  | 1-3 | 21-25, 25-17, 19-25, 17-25        |

| Settima giornata |                                         |     |                                   |
|                  |                                         |     |                                   |
| 04-11            | Steaua Bucarest-Universitatea Timișoara | 3-0 | 25-13, 25-16, 25-23               |
| 04-11            | Universitatea Craiova-Unirea Dej        | 3-0 | 25-15, 25-18, 25-14               |
| 05-11            | Arcada Galați-Zalău                     | 3-1 | 25-17, 20-25, 25-22, 26-24        |
| 04-11            | CSM Bucarest-Universitatea Cluj         | 3-0 | 25-18, 27-25, 25-21               |
| 06-11            | CSS2 Baia Mare-Baia Mare                | 3-2 | 23-25, 25-17, 25-22, 24-26, 17-15 |
| 06-11            | Tricolorul Ploiești-Dinamo Bucarest     | 3-1 | 26-28, 25-20, 25-16, 25-18        |

| Ottava giornata |                                         |     |                     |
|                 |                                         |     |                     |
| 11-11           | Universitatea Timișoara-Dinamo Bucarest | 0-3 | 18-25, 21-25, 22-25 |
| 11-11           | Baia Mare-Tricolorul Ploiești           | 0-3 | 22-25, 16-25, 17-25 |
| 11-11           | Universitatea Cluj-CSS2 Baia Mare       | 3-0 | 25-16, 25-15, 25-22 |
| 10-11           | Zalău-CSM Bucarest                      | 3-0 | 26-24, 31-29, 25-21 |
| 11-11           | Unirea Dej-Arcada Galați                | 0-3 | 18-25, 23-25, 23-25 |
| 12-11           | Steaua Bucarest-Universitatea Craiova   | 3-0 | 25-18, 25-21, 25-18 |

| Nona giornata |                                        |     |                            |
|               |                                        |     |                            |
| 18-11         | Uni. Craiova-Universitatea Timișoara   | 3-0 | 27-25, 25-23, 25-14        |
| 18-11         | Arcada Galați-Steaua Bucarest          | 0-3 | 18-25, 25-27, 17-25        |
| 18-11         | CSM Bucarest-Unirea Dej                | 3-1 | 20-25, 25-21, 25-23, 25-22 |
| 18-11         | CSS2 Baia Mare-Zalău                   | 0-3 | 13-25, 18-25, 17-25        |
| 18-11         | Tricolorul Ploiești-Universitatea Cluj | 3-0 | 25-13, 25-12, 25-21        |
| 17-11         | Dinamo Bucarest-Baia Mare              | 3-1 | 25-23, 19-25, 25-20, 27-25 |

| Decima giornata |                                     |     |                            |
|                 |                                     |     |                            |
| 25-11           | Universitatea Timișoara-Baia Mare   | 0-3 | 13-25, 16-25, 19-25        |
| 25-11           | Universitatea Cluj-Dinamo Bucarest  | 0-3 | 10-25, 22-25, 27-29        |
| 25-11           | Zalău-Tricolorul Ploiești           | 1-3 | 15-25, 25-21, 20-25, 21-25 |
| 25-11           | Unirea Dej-CSS2 Baia Mare           | 3-0 | 25-22, 25-13, 25-17        |
| 24-11           | Steaua Bucarest-CSM Bucarest        | 3-0 | 25-17, 25-18, 25-22        |
| 26-11           | Universitatea Craiova-Arcada Galați | 0-3 | 22-25, 22-25, 23-25        |

| Undicesima giornata |                                       |     |                                   |
|                     |                                       |     |                                   |
| 02-12               | Arcada Galați-Universitatea Timișoara | 3-0 | 25-18, 25-16, 25-23               |
| 02-12               | CSM Bucarest-Universitatea Craiova    | 3-0 | 27-25, 25-22, 25-17               |
| 03-12               | CSS2 Baia Mare-Steaua Bucarest        | 0-3 | 14-25, 14-25, 11-25               |
| 02-12               | Tricolorul Ploiești-Unirea Dej        | 3-0 | 25-22, 25-23, 25-20               |
| 02-12               | Dinamo Bucarest-Zalău                 | 2-3 | 25-22, 20-25, 25-22, 15-25, 5-15  |
| 02-12               | Baia Mare-Universitatea Cluj          | 3-2 | 25-18, 20-25, 25-20, 20-25, 15-10 |

| Dodicesima giornata |                                            |     |                                   |
|                     |                                            |     |                                   |
| 09-12               | Universitatea Timișoara-Universitatea Cluj | 1-3 | 16-25, 17-25, 25-21, 21-25        |
| 09-12               | Baia Mare-Zalău                            | 0-3 | 21-25, 20-25, 19-25               |
| 09-12               | Dinamo Bucarest-Unirea Dej                 | 3-0 | 27-25, 25-14, 25-14               |
| 09-12               | Tricolorul Ploiești-Steaua Bucarest        | 2-3 | 25-18, 18-25, 25-18, 21-25, 18-20 |
| 09-12               | CSS2 Baia Mare-Universitatea Craiova       | 0-3 | 14-25, 19-25, 14-25               |
| 09-12               | CSM Bucarest-Arcada Galați                 | 1-3 | 25-23, 18-25, 15-25, 18-25        |

| Tredicesima giornata |                                           |     |                                   |
|                      |                                           |     |                                   |
| 16-12                | CSM Bucarest-Universitatea Timișoara      | 3-0 | 25-22, 25-21, 25-16               |
| 06-01                | Arcada Galați-CSS2 Baia Mare              | 3-0 | 25-13, 25-10, 25-9                |
| 16-12                | Universitatea Craiova-Tricolorul Ploiești | 0-3 | 24-26, 23-25, 17-25               |
| 17-12                | Steaua Bucarest-Dinamo Bucarest           | 3-0 | 27-25, 25-18, 25-14               |
| 16-12                | Unirea Dej-Baia Mare                      | 3-2 | 19-25, 25-22, 21-25, 25-21, 15-10 |
| 16-12                | Zalău-Universitatea Cluj                  | 3-0 | 25-22, 25-16, 25-16               |

| Quattordicesima giornata |                                       |     |                                   |
|                          |                                       |     |                                   |
| 13-01                    | Universitatea Timișoara-Zalău         | 0-3 | 17-25, 13-25, 15-25               |
| 13-01                    | Universitatea Cluj-Unirea Dej         | 1-3 | 21-25, 25-21, 22-25, 15-25        |
| 13-01                    | Baia Mare-Steaua Bucarest             | 0-3 | 17-25, 17-25, 24-26               |
| 12-01                    | Dinamo Bucarest-Universitatea Craiova | 0-3 | 17-25, 15-25, 17-25               |
| 13-01                    | Tricolorul Ploiești-Arcada Galați     | 3-2 | 25-23, 25-19, 21-25, 17-25, 16-14 |
| 13-01                    | CSS2 Baia Mare-CSM Bucarest           | 0-3 | 16-25, 19-25, 11-25               |

| Quindicesima giornata |                                        |     |                                   |
|                       |                                        |     |                                   |
| 20-01                 | CSS2 Baia Mare-Universitatea Timișoara | 1-3 | 25-27, 25-18, 25-27, 15-25        |
| 19-01                 | CSM Bucarest-Tricolorul Ploiești       | 3-1 | 25-22, 15-25, 25-23, 25-21        |
| 20-01                 | Arcada Galați-Dinamo Bucarest          | 3-1 | 25-14, 21-25, 25-20, 25-22        |
| 20-01                 | Universitatea Craiova-Baia Mare        | 3-0 | 25-20, 25-22, 25-14               |
| 20-01                 | Steaua Bucarest-Universitatea Cluj     | 3-0 | 25-20, 25-19, 25-17               |
| 20-01                 | Unirea Dej-Zalău                       | 2-3 | 19-25, 25-20, 21-25, 25-16, 13-15 |

| Sedicesima giornata |                                          |     |                                   |
|                     |                                          |     |                                   |
| 25-01               | Universitatea Timișoara-Unirea Dej       | 0-3 | 18-25, 20-25, 16-25               |
| 23-01               | Zalău-Steaua Bucarest                    | 0-3 | 23-25, 22-25, 20-25               |
| 24-01               | Universitatea Cluj-Universitatea Craiova | 0-3 | 13-25, 10-25, 10-25               |
| 24-01               | Baia Mare-Arcada Galați                  | 3-1 | 25-20, 15-25, 25-23, 25-21        |
| 24-01               | Dinamo Bucarest-CSM Bucarest             | 3-2 | 25-23, 25-15, 20-25, 12-25, 15-12 |
| 24-01               | Tricolorul Ploiești-CSS2 Baia Mare       | 3-0 | 25-14, 25-10, 25-16               |

| Diciassettesima giornata |                                             |     |                            |
|                          |                                             |     |                            |
| 27-01                    | Tricolorul Ploiești-Universitatea Timișoara | 3-0 | 25-13, 25-14, 25-13        |
| 27-01                    | CSS2 Baia Mare-Dinamo Bucarest              | 0-3 | 22-25, 8-25, 10-25         |
| 27-01                    | CSM Bucarest-Baia Mare                      | 3-0 | 25-17, 25-18, 25-11        |
| 27-01                    | Arcada Galați-Universitatea Cluj            | 3-0 | 25-10, 25-15, 25-16        |
| 28-01                    | Universitatea Craiova-Zalău                 | 3-1 | 18-25, 25-22, 25-15, 25-16 |
| 27-01                    | Steaua Bucarest-Unirea Dej                  | 3-1 | 25-21, 25-21, 18-25, 25-19 |

| Diciottesima giornata |                                         |     |                            |
|                       |                                         |     |                            |
| 02-02                 | Universitatea Timișoara-Steaua Bucarest | 1-3 | 19-25, 23-25, 29-27, 22-25 |
| 03-02                 | Unirea Dej-Universitatea Craiova        | 1-3 | 25-20, 23-25, 22-25, 19-25 |
| 05-02                 | Zalău-Arcada Galați                     | 3-1 | 24-26, 26-24, 25-23, 25-20 |
| 03-02                 | Universitatea Cluj-CSM Bucarest         | 0-3 | 20-25, 21-25, 22-25        |
| 03-02                 | Baia Mare-CSS2 Baia Mare                | 3-0 | 27-25, 25-11, 25-12        |
| 03-02                 | Dinamo Bucarest-Tricolorul Ploiești     | 0-3 | 18-25, 15-25, 20-25        |

| Diciannovesima giornata |                                         |     |                                   |
|                         |                                         |     |                                   |
| 10-02                   | Dinamo Bucarest-Universitatea Timișoara | 3-0 | 25-14, 25-17, 25-15               |
| 10-02                   | Tricolorul Ploiești-Baia Mare           | 3-0 | 25-12, 25-17, 25-23               |
| 10-02                   | CSS2 Baia Mare-Universitatea Cluj       | 0-3 | 12-25, 12-25, 15-25               |
| 10-02                   | CSM Bucarest-Zalău                      | 3-2 | 25-20, 16-25, 25-19, 20-25, 15-10 |
| 10-02                   | Arcada Galați-Unirea Dej                | 3-1 | 21-25, 27-25, 25-15, 25-12        |
| 10-02                   | Universitatea Craiova-Steaua Bucarest   | 1-3 | 25-21, 25-27, 24-26, 22-25        |

| Ventesima giornata |                                        |     |                                   |
|                    |                                        |     |                                   |
| 14-02              | Universitatea Timișoara-Uni. Craiova   | 0-3 | 17-25, 12-25, 21-25               |
| 14-02              | Steaua Bucarest-Arcada Galați          | 1-3 | 14-25, 25-14, 19-25, 24-26        |
| 14-02              | Unirea Dej-CSM Bucarest                | 2-3 | 18-25, 25-22, 20-25, 25-23, 10-15 |
| 14-02              | Zalău-CSS2 Baia Mare                   | 3-0 | 25-13, 25-15, 25-18               |
| 13-02              | Universitatea Cluj-Tricolorul Ploiești | 0-3 | 20-25, 19-25, 16-25               |
| 14-02              | Baia Mare-Dinamo Bucarest              | 3-1 | 19-25, 25-23, 25-22, 25-18        |

| Ventunesima giornata |                                     |     |                            |
|                      |                                     |     |                            |
| 17-02                | Baia Mare-Universitatea Timișoara   | 3-0 | 25-17, 25-17, 25-16        |
| 17-02                | Dinamo Bucarest-Universitatea Cluj  | 3-1 | 25-13, 28-30, 25-10, 28-26 |
| 19-02                | Tricolorul Ploiești-Zalău           | 3-1 | 25-27, 25-14, 25-15, 25-17 |
| 17-02                | CSS2 Baia Mare-Unirea Dej           | 0-3 | 14-25, 11-25, 16-25        |
| 17-02                | CSM Bucarest-Steaua Bucarest        | 0-3 | 21-25, 26-28, 25-27        |
| 17-02                | Arcada Galați-Universitatea Craiova | 3-1 | 24-26, 25-23, 28-26, 25-23 |

| Ventiduesima giornata |                                       |       |                                   |
|                       |                                       |       |                                   |
| 19-02                 | Universitatea Timișoara-Arcada Galați | 0-3   | 20-25, 15-25, 15-25               |
| 24-02                 | Universitatea Craiova-CSM Bucarest    | 3-0'' | 25-22, 25-20, 25-22               |
| 24-02                 | Steaua Bucarest-CSS2 Baia Mare        | 3-0   | 25-11, 25-18, 25-20               |
| 07-02                 | Unirea Dej-Tricolorul Ploiești        | 2-3   | 25-21, 20-25, 23-25, 25-17, 17-19 |
| 24-02                 | Zalău-Dinamo Bucarest                 | 3-1   | 25-22, 19-25, 25-17, 25-16        |
| 24-02                 | Universitatea Cluj-Baia Mare          | 1-3   | 25-23, 21-25, 30-32, 25-27        |

#### Classifica
| Pos. | Squadra                 | Pt | G  | V  | P  | SV | SP | Ratio | PF    | PS    | Ratio |
| ---- | ----------------------- | -- | -- | -- | -- | -- | -- | ----- | ----- | ----- | ----- |
| 1.   | Steaua Bucarest         | 59 | 22 | 20 | 2  | 62 | 13 | 4.769 | 1 827 | 1 511 | 1.209 |
| 2.   | Tricolorul Ploiești     | 55 | 22 | 19 | 3  | 60 | 19 | 3.158 | 1 865 | 1 518 | 1.229 |
| 3.   | Arcada Galați           | 52 | 22 | 17 | 5  | 57 | 25 | 2.280 | 1 914 | 1 649 | 1.161 |
| 4.   | Zalău                   | 43 | 22 | 15 | 7  | 51 | 29 | 1.759 | 1 814 | 1 644 | 1.103 |
| 5.   | CSM Bucarest            | 41 | 22 | 14 | 8  | 47 | 33 | 1.424 | 1 801 | 1 718 | 1.048 |
| 6.   | Universitatea Craiova   | 39 | 22 | 13 | 9  | 43 | 30 | 1.433 | 1 709 | 1 540 | 1.110 |
| 7.   | Dinamo Bucarest         | 28 | 22 | 9  | 13 | 38 | 44 | 0.864 | 1 769 | 1 832 | 0.966 |
| 8.   | Baia Mare               | 28 | 22 | 9  | 13 | 35 | 47 | 0.745 | 1 746 | 1 826 | 0.956 |
| 9.   | Unirea Dej              | 27 | 22 | 8  | 14 | 39 | 48 | 0.813 | 1 885 | 1 876 | 1.005 |
| 10.  | Universitatea Cluj      | 14 | 22 | 4  | 18 | 21 | 55 | 0.382 | 1 498 | 1 760 | 0.851 |
| 11.  | CSS2 Baia Mare          | 7  | 22 | 3  | 19 | 10 | 62 | 0.161 | 1 264 | 1 745 | 0.724 |
| 12.  | Universitatea Timișoara | 3  | 22 | 1  | 21 | 6  | 64 | 0.094 | 1 257 | 1 730 | 0.727 |

| Qualificata al girone 1º posto | Qualificata al girone 7º posto |

### Girone 1º posto

#### Risultati
| Prima giornata |                                       |     |                                   |
|                |                                       |     |                                   |
| 04-03          | Steaua Bucarest-Universitatea Craiova | 3-0 | 25-19, 25-21, 25-17               |
| 02-03          | Tricolorul Ploiești-CSM Bucarest      | 3-0 | 25-22, 26-24, 25-20               |
| 03-03          | Arcada Galați-Zalău                   | 3-2 | 25-27, 25-27, 25-17, 26-24, 15-13 |

| Seconda giornata |                                     |     |                     |
|                  |                                     |     |                     |
| 10-03            | Universitatea Craiova-Zalău         | 3-0 | 25-17, 25-21, 25-17 |
| 09-03            | CSM Bucarest-Arcada Galați          | 0-3 | 19-25, 21-25, 20-25 |
| 12-03            | Steaua Bucarest-Tricolorul Ploiești | 0-3 | 16-25, 22-25, 23-25 |

| Terza giornata |                                           |     |                            |
|                |                                           |     |                            |
| 17-03          | Tricolorul Ploiești-Universitatea Craiova | 3-0 | 25-22, 25-20, 25-17        |
| 05-04          | Arcada Galați-Steaua Bucarest             | 3-1 | 25-18, 25-22, 22-25, 25-14 |
| 17-03          | Zalău-CSM Bucarest                        | 3-1 | 25-18, 25-23, 21-25, 25-18 |

| Quarta giornata |                                    |     |                                   |
|                 |                                    |     |                                   |
| 21-03           | Universitatea Craiova-CSM Bucarest | 3-2 | 25-17, 19-25, 21-25, 25-15, 15-12 |
| 21-03           | Steaua Bucarest-Zalău              | 1-3 | 23-25,26-24, 26-28, 23-25         |
| 21-03           | Tricolorul Ploiești-Arcada Galați  | 2-3 | 25-19, 28-30, 21-25, 25-19, 14-16 |

| Quinta giornata |                                     |     |                                  |
|                 |                                     |     |                                  |
| 24-03           | Arcada Galați-Universitatea Craiova | 3-0 | 25-18, 25-18, 27-25              |
| 26-03           | Zalău-Tricolorul Ploiești           | 2-3 | 19-25, 17-25, 25-15, 25-23, 8-15 |
| 25-03           | CSM Bucarest-Steaua Bucarest        | 3-2 | 23-25, 23-25, 25-18, 25-23, 15-7 |

| Sesta giornata |                                       |     |                                   |
|                |                                       |     |                                   |
| 29-03          | Universitatea Craiova-Steaua Bucarest | 3-0 | 25-18, 25-22, 27-25               |
| 02-04          | CSM Bucarest-Tricolorul Ploiești      | 0-3 | 11-25, 20-25, 18-25               |
| 30-03          | Zalău-Arcada Galați                   | 2-3 | 18-25, 25-14, 25-22, 19-25, 15-17 |

| Settima giornata |                                     |     |                                   |
|                  |                                     |     |                                   |
| 13-04            | Zalău-Universitatea Craiova         | 3-0 | 25-23, 25-20, 25-17               |
| 14-04            | Arcada Galați-CSM Bucarest          | 3-0 | 25-21, 25-13, 25-23               |
| 13-04            | Tricolorul Ploiești-Steaua Bucarest | 3-2 | 26-24, 25-21, 22-25, 23-25, 15-12 |

| Ottava giornata |                                           |     |                                  |
|                 |                                           |     |                                  |
| 17-04           | Universitatea Craiova-Tricolorul Ploiești | 2-3 | 22-25, 19-25, 25-23, 34-32, 6-15 |
| 17-04           | Steaua Bucarest-Arcada Galați             | 3-0 | 25-20, 25-22, 25-16              |
| 17-04           | CSM Bucarest-Zalău                        | 3-0 | 25-21, 28-26, 25-17              |

| Nona giornata |                                    |     |                            |
|               |                                    |     |                            |
| 21-04         | CSM Bucarest-Universitatea Craiova | 3-1 | 25-22, 18-25, 25-23, 25-22 |
| 21-04         | Zalău-Steaua Bucarest              | 3-1 | 25-20, 25-19, 21-25, 25-21 |
| 21-04         | Arcada Galați-Tricolorul Ploiești  | 3-1 | 25-21, 20-25, 25-17, 25-18 |

| Decima giornata |                                     |     |                                  |
|                 |                                     |     |                                  |
| 24-04           | Universitatea Craiova-Arcada Galați | 0-3 | 23-25, 19-25, 18-25              |
| 24-04           | Tricolorul Ploiești-Zalău           | 3-0 | 27-25, 25-17, 25-19              |
| 24-04           | Steaua Bucarest-CSM Bucarest        | 3-2 | 22-25, 25-20, 25-16, 22-25, 15-9 |

#### Classifica
| Pos. | Squadra               | Pt | G  | V  | P  | SV | SP | Ratio | PF    | PS    | Ratio |
| ---- | --------------------- | -- | -- | -- | -- | -- | -- | ----- | ----- | ----- | ----- |
| 1.   | Tricolorul Ploiești   | 77 | 32 | 27 | 5  | 87 | 31 | 2.806 | 2 771 | 2 325 | 1.192 |
| 2.   | Arcada Galați         | 76 | 32 | 26 | 8  | 84 | 36 | 2.333 | 2 794 | 2 445 | 1.143 |
| 3.   | Steaua Bucarest       | 69 | 32 | 23 | 9  | 78 | 36 | 2.167 | 2 679 | 2 390 | 1.121 |
| 4.   | Zalău                 | 58 | 32 | 19 | 13 | 69 | 50 | 1.380 | 2 667 | 2 523 | 1.057 |
| 5.   | CSM Bucarest          | 51 | 32 | 17 | 15 | 61 | 57 | 1.070 | 2 588 | 2 583 | 1.002 |
| 6.   | Universitatea Craiova | 48 | 32 | 16 | 16 | 55 | 63 | 0.873 | 2 461 | 2 344 | 1.050 |

| Campione di Romania |

### Girone 7º posto

#### Risultati
| Prima giornata |                                         |     |                            |
|                |                                         |     |                            |
| 03-03          | Dinamo Bucarest-Universitatea Timișoara | 3-0 | 25-22, 25-12, 25-19        |
| 02-03          | Baia Mare-CSS2 Baia Mare                | 3-0 | 25-14, 25-13, 25-10        |
| 03-03          | Unirea Dej-Universitatea Cluj           | 3-1 | 25-19, 25-17, 19-25, 25-18 |

| Seconda giornata |                                            |     |                            |
|                  |                                            |     |                            |
| 10-03            | Universitatea Timișoara-Universitatea Cluj | 1-3 | 19-25, 25-22, 22-25, 26-28 |
| 10-03            | CSS2 Baia Mare-Unirea Dej                  | 0-3 | 18-25, 20-25, 14-25        |
| 10-03            | Dinamo Bucarest-Baia Mare                  | 3-1 | 22-25, 25-20, 25-22, 28-26 |

| Terza giornata |                                   |     |                     |
|                |                                   |     |                     |
| 17-03          | Baia Mare-Universitatea Timișoara | 3-0 | 25-13, 25-12, 25-14 |
| 17-03          | Unirea Dej-Dinamo Bucarest        | 3-0 | 25-17, 26-24, 25-20 |
| 17-03          | Universitatea Cluj-CSS2 Baia Mare | 3-0 | 27-25, 25-11, 25-17 |

| Quarta giornata |                                        |     |                                  |
|                 |                                        |     |                                  |
| 21-03           | Universitatea Timișoara-CSS2 Baia Mare | 3-0 | 25-16, 25-15, 25-12              |
| 21-03           | Dinamo Bucarest-Universitatea Cluj     | 3-1 | 25-16, 25-13, 23-25, 25-12       |
| 21-03           | Baia Mare-Unirea Dej                   | 3-2 | 19-25, 25-20, 25-21, 21-25, 15-9 |

| Quinta giornata |                                    |     |                            |
|                 |                                    |     |                            |
| 24-03           | Unirea Dej-Universitatea Timișoara | 3-1 | 25-23, 25-23, 20-25, 26-24 |
| 26-03           | Universitatea Cluj-Baia Mare       | 0-3 | 24-26, 21-25, 23-25        |
| 24-03           | CSS2 Baia Mare-Dinamo Bucarest     | 0-3 | 19-25, 20-25, 16-25        |

| Sesta giornata |                                         |     |                                   |
|                |                                         |     |                                   |
| 31-03          | Universitatea Timișoara-Dinamo Bucarest | 0-3 | 8-25, 22-25, 21-25                |
| 23-03          | CSS2 Baia Mare-Baia Mare                | 0-3 | 12-25, 19-25, 24-26               |
| 31-03          | Universitatea Cluj-Unirea Dej           | 2-3 | 25-21, 18-25, 25-23, 22-25, 11-15 |

| Settima giornata |                                            |     |                            |
|                  |                                            |     |                            |
| 14-04            | Universitatea Cluj-Universitatea Timișoara | 0-3 | 23-25, 20-25, 16-25        |
| 07-03            | Unirea Dej-CSS2 Baia Mare                  | 3-0 | 25-8, 25-15, 25-19         |
| 14-04            | Baia Mare-Dinamo Bucarest                  | 1-3 | 20-25, 25-21, 20-25, 23-25 |

| Ottava giornata |                                   |     |                            |
|                 |                                   |     |                            |
| 18-04           | Universitatea Timișoara-Baia Mare | 0-3 | 11-25, 25-27, 20-25        |
| 18-04           | Dinamo Bucarest-Unirea Dej        | 3-1 | 22-25, 25-19, 25-17, 25-18 |
| 14-03           | CSS2 Baia Mare-Universitatea Cluj | 0-3 | 24-26, 25-27, 22-25        |

| Nona giornata |                                        |     |                            |
|               |                                        |     |                            |
| 26-03         | CSS2 Baia Mare-Universitatea Timișoara | 0-3 | 22-25, 24-26, 24-26        |
| 21-04         | Universitatea Cluj-Dinamo Bucarest     | 1-3 | 25-20, 17-25, 22-25, 17-25 |
| 21-04         | Unirea Dej-Baia Mare                   | 1-3 | 18-25, 25-20, 21-25, 21-25 |

| Decima giornata |                                    |     |                            |
|                 |                                    |     |                            |
| 25-03           | Universitatea Timișoara-Unirea Dej | 1-3 | 17-25, 25-17, 11-25, 19-25 |
| 27-04           | Baia Mare-Universitatea Cluj       | 3-0 | 25-20, 26-24, 25-23        |
| 25-03           | Dinamo Bucarest-CSS2 Baia Mare     | 3-1 | 25-15, 25-21, 29-31, 29-27 |

#### Classifica
| Pos. | Squadra                 | Pt | G  | V  | P  | SV | SP | Ratio | PF    | PS    | Ratio |
| ---- | ----------------------- | -- | -- | -- | -- | -- | -- | ----- | ----- | ----- | ----- |
| 1.   | Dinamo Bucarest         | 55 | 32 | 18 | 14 | 65 | 53 | 1.226 | 2 649 | 2 568 | 1.032 |
| 2.   | Baia Mare               | 51 | 32 | 17 | 15 | 61 | 56 | 1.089 | 2 582 | 2 529 | 1.021 |
| 3.   | Unirea Dej              | 48 | 32 | 15 | 17 | 64 | 62 | 1.032 | 2 766 | 2 675 | 1.034 |
| 4.   | Universitatea Cluj      | 24 | 32 | 7  | 25 | 35 | 77 | 0.455 | 2 274 | 2 599 | 0.875 |
| 5.   | Universitatea Timișoara | 12 | 32 | 4  | 28 | 18 | 85 | 0.212 | 1 942 | 2 492 | 0.779 |
| 6.   | CSS2 Baia Mare          | 7  | 32 | 3  | 29 | 11 | 92 | 0.120 | 1 836 | 2 536 | 0.724 |

| Retrocessa in Divizia A2 |

## Classifica finale
| Pos | Squadra                 | Qualificazione        |
| --- | ----------------------- | --------------------- |
|     | Tricolorul Ploiești     | Challenge Cup 2018-19 |
| 2   | Arcada Galați           | Coppa CEV 2018-19     |
| 3   | Steaua Bucarest         | Challenge Cup 2018-19 |
| 4   | Zalău                   | Challenge Cup 2018-19 |
| 5   | CSM Bucarest            |                       |
| 6   | Universitatea Craiova   |                       |
| 7   | Dinamo Bucarest         |                       |
| 8   | Baia Mare               |                       |
| 9   | Unirea Dej              |                       |
| 10  | Universitatea Cluj      |                       |
| 11  | Universitatea Timișoara | Divizia A2 2018-19    |
| 12  | CSS2 Baia Mare          | Divizia A2 2018-19    |

## Statistiche
| Rendimento individuale | Rendimento individuale | Rendimento individuale | Rendimento individuale  |
| Pos.                   | Nome                   | Punti                  | Squadra                 |
| ---------------------- | ---------------------- | ---------------------- | ----------------------- |
| 1                      | Aleksandar Blagojević  | 488                    | Universitatea Craiova   |
| 2                      | Caio Provenzano        | 473                    | Dinamo Bucarest         |
| 3                      | Rareș Bălean           | 467                    | Zalău                   |
| 4                      | Traian Gemănariu       | 466                    | Universitatea Timișoara |
| 5                      | Marian Bala            | 416                    | Arcada Galați           |
| 6                      | Andrei Grigoraș        | 415                    | Unirea Dej              |
| 7                      | Laurenţiu Lică         | 400                    | Tricolorul Ploiești     |
| 8                      | Sergej Burcev          | 382                    | CSM Bucarest            |
| 9                      | Bogdan Olteanu         | 364                    | Tricolorul Ploiești     |
| 10                     | Vlad Negrean           | 345                    | Baia Mare               |

| Attacchi vincenti | Attacchi vincenti     | Attacchi vincenti | Attacchi vincenti       |
| Pos.              | Nome                  | Punti             | Squadra                 |
| ----------------- | --------------------- | ----------------- | ----------------------- |
| 1                 | Aleksandar Blagojević | 421               | Universitatea Craiova   |
| 2                 | Rareș Bălean          | 411               | Zalău                   |
| 3                 | Traian Gemănariu      | 410               | Universitatea Timișoara |
| 4                 | Caio Provenzano       | 380               | Dinamo Bucarest         |
| 5                 | Andrei Grigoraș       | 347               | CSM Bucarest            |
| 6                 | Sergej Burcev         | 345               | Unirea Dej              |
| 7                 | Laurenţiu Lică        | 329               | Tricolorul Ploiești     |
| 8                 | Marian Bala           | 316               | Arcada Galați           |
| 9                 | Bogdan Olteanu        | 310               | Tricolorul Ploiești     |
| 10                | Vlad Negrean          | 297               | Baia Mare               |

| Muri vincenti | Muri vincenti    | Muri vincenti | Muri vincenti         |
| Pos.          | Nome             | Punti         | Squadra               |
| ------------- | ---------------- | ------------- | --------------------- |
| 1             | Răzvan Mihalcea  | 101           | Zalău                 |
| 2             | Andrei Spînu     | 98            | Arcada Galați         |
| 3             | Marius Şoloc     | 94            | Dinamo Bucarest       |
| 4             | Julian Bissette  | 91            | Tricolorul Ploiești   |
| 5             | Nikita Stulenkov | 87            | Tricolorul Ploiești   |
| 6             | Codrin Mocanu    | 80            | Baia Mare             |
| 7             | Lucas Rangel     | 74            | Arcada Galați         |
| 8             | Răzvan Olteanu   | 73            | Universitatea Craiova |
| 9             | Nemanja Čubrilo  | 68            | Steaua Bucarest       |
| 10            | Ștefan Lupu      | 67            | Baia Mare             |

| Battute vincenti | Battute vincenti      | Battute vincenti | Battute vincenti        |
| Pos.             | Nome                  | Punti            | Squadra                 |
| ---------------- | --------------------- | ---------------- | ----------------------- |
| 1                | Caio Provenzano       | 60               | Dinamo Bucarest         |
| 2                | Marian Bala           | 48               | Arcada Galați           |
| 3                | Andrei Grigoraș       | 46               | Unirea Dej              |
| 4                | Nikita Stulenkov      | 44               | Tricolorul Ploiești     |
| 5                | Nemanja Čubrilo       | 41               | Steaua Bucarest         |
| 6                | Aleksandar Blagojević | 35               | Universitatea Craiova   |
| 7                | Dan Borota            | 34               | Universitatea Cluj      |
| 8                | Rareș Bălean          | 33               | Zalău                   |
| 9                | Mihai Coasă           | 32               | Unirea Dej              |
| 10               | Traian Gemănariu      | 31               | Universitatea Timișoara |

NB: I dati sono riferiti all'intero torneo.